# 詹姆斯岛 (圣胡安群岛)
詹姆斯岛是美国华盛顿州圣胡安圣胡安群岛中的一座岛，整座岛也列入华盛顿州立公园体系中的詹姆斯岛州立公园。该岛隔罗萨里奥海峡与迪凯特岛相望，全岛面积116.64英畝（47.20公頃），无人居住。
威尔克斯于1841年决定将此岛命名为詹姆斯岛来纪念海军英雄鲁本·詹姆斯。